# Zielnowo (województwo zachodniopomorskie)
Zielnowo (niem. Zielnitz lub Sellen) – wieś w Polsce położona w województwie zachodniopomorskim, w powiecie sławieńskim, w gminie Darłowo nad Wieprzą.
Według danych z 28 września 2009 roku wieś miała 75 stałych mieszkańców.
W latach 1975–1998 miejscowość położona była w województwie koszalińskim.
We wsi prowadził wraz z rodziną gospodarstwo rolne lider Samoobrony Andrzej Lepper.